# Jim Cornette
James Mark (Jim) Cornette (Louisville (Kentucky), 17 september 1961), beter bekend als Jim Cornette, is een Amerikaans professioneel worstelmanager, commentator en promotor. James werkt voor Total Nonstop Action Wrestling als "Management Director".

## Gemanagede worstelaars
| - Buddy Landel - Johnny Ace - Briscoe Brothers - Dennis Condrey - Jimmy Del Ray - Shane Douglas - Bobby Eaton - Bobby Fulton - Robert Gibson - Hercules Hernandez - Owen Hart | - Crusher Broomfield - Jeff Jarrett - Stan Lane - Mantaur - Sherri Martel - Matt Morgan - Ricky Morton - Ron Powers - Tom Prichard | - Big Bubba Rogers - Tommy Rogers - The British Bulldog - Al Snow - Unabomb - Vader - Yokozuna - Mark Henry - Dutch Mantel | - Ken Wayne - Danny Davis - Bombastic Bob - Bodacious Bart - "Scrap Iron" Adam Pearce - "King" Carl Fergie - Norman Fredrick Charles the III |

## Prestaties
- Cauliflower Alley Club
  - Other honoree (1997)

- Pro Wrestling Illustrated
  - PWI Manager of the Year (1985, 1993, 1995)

- World Wrestling Federation
  - Slammy Award voor "Blue Light Special for Worst Dresser" (1996)

- Wrestling Observer Newsletter awards
  - Best Booker (1993, 2001, 2003)
  - Best Non-Wrestler (2006)
  - Best on Interviews (1985-1988, 1993)
  - Manager of the Year (1984-1990, 1992-1996)
  - Wrestling Observer Newsletter Hall of Fame (Class of 1996)